# 正力松太郎
正力松太郎（日语：／ Shōriki Matsutarō */?，1885年4月11日—1969年10月9日）是日本企業家与政治人物，以帶領讀賣新聞集團壯大而知名，隸屬讀賣新聞集團旗下的日本電視台及讀賣巨人棒球隊均由其主導成立。

## 生平
富山縣射水郡大門町（即今射水市）人，從二位勳一等，曾任讀賣新聞社社主（等同董事長）。讀賣新聞在其經營下，從地方性報紙躍升成為具影響力的全國大報。二戰結束後他曾被指為甲級戰犯，但獲不起訴處份。其有「讀賣新聞中興之祖」、「職業棒球之父」、「電視之父」、「核能之父」之稱。此外，他還是科學技術廳第一任長官。

## 家庭
他的長子正力亨曾任讀賣新聞集團本社社主，逝於2011年。

## 紀念
日本棒球界最高榮譽獎——正力松太郎獎於1977年設立並首次頒發，表彰年度對職業棒球的發展最具貢獻的教練或是球員。